# Nová Rudná

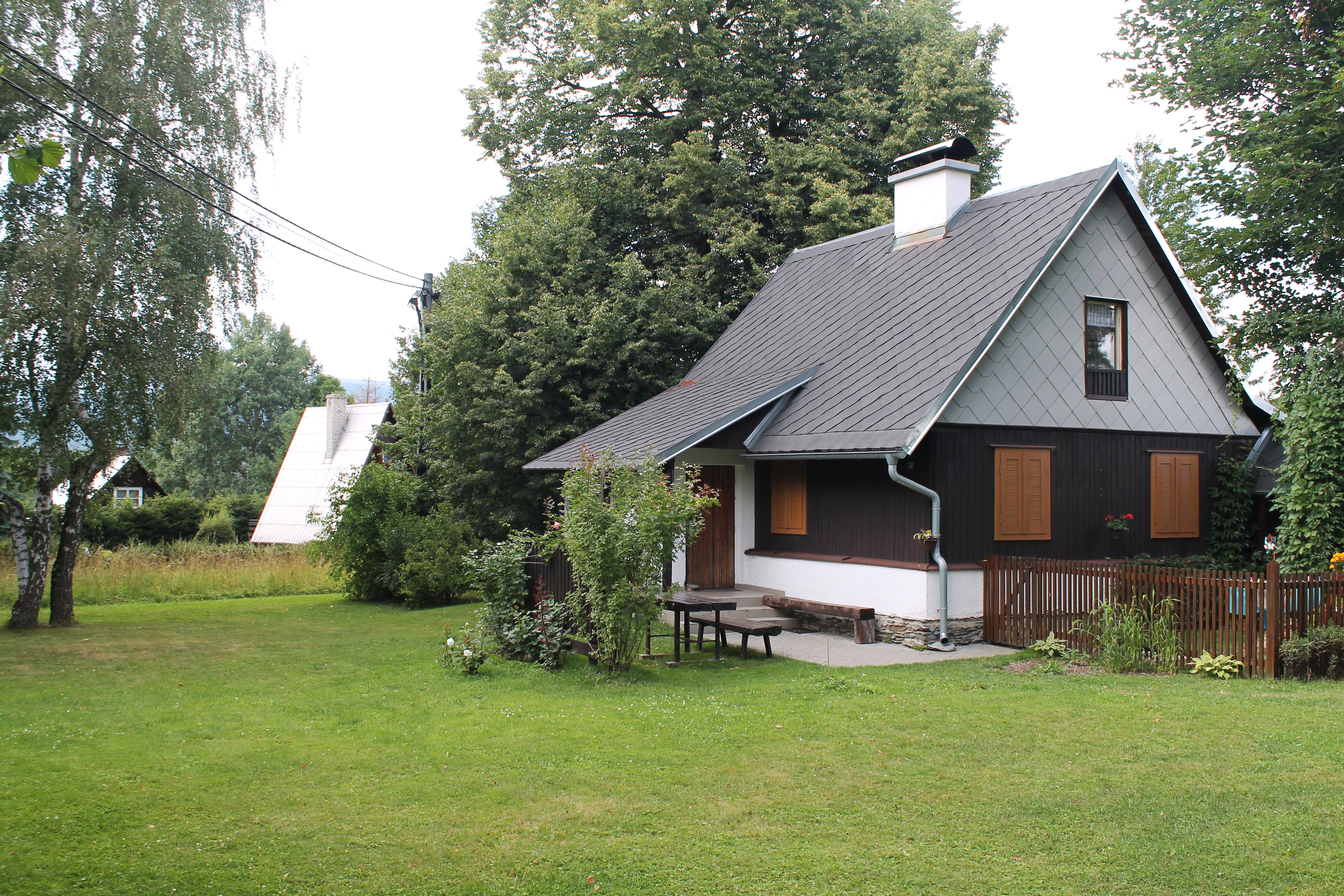
Ortsansicht

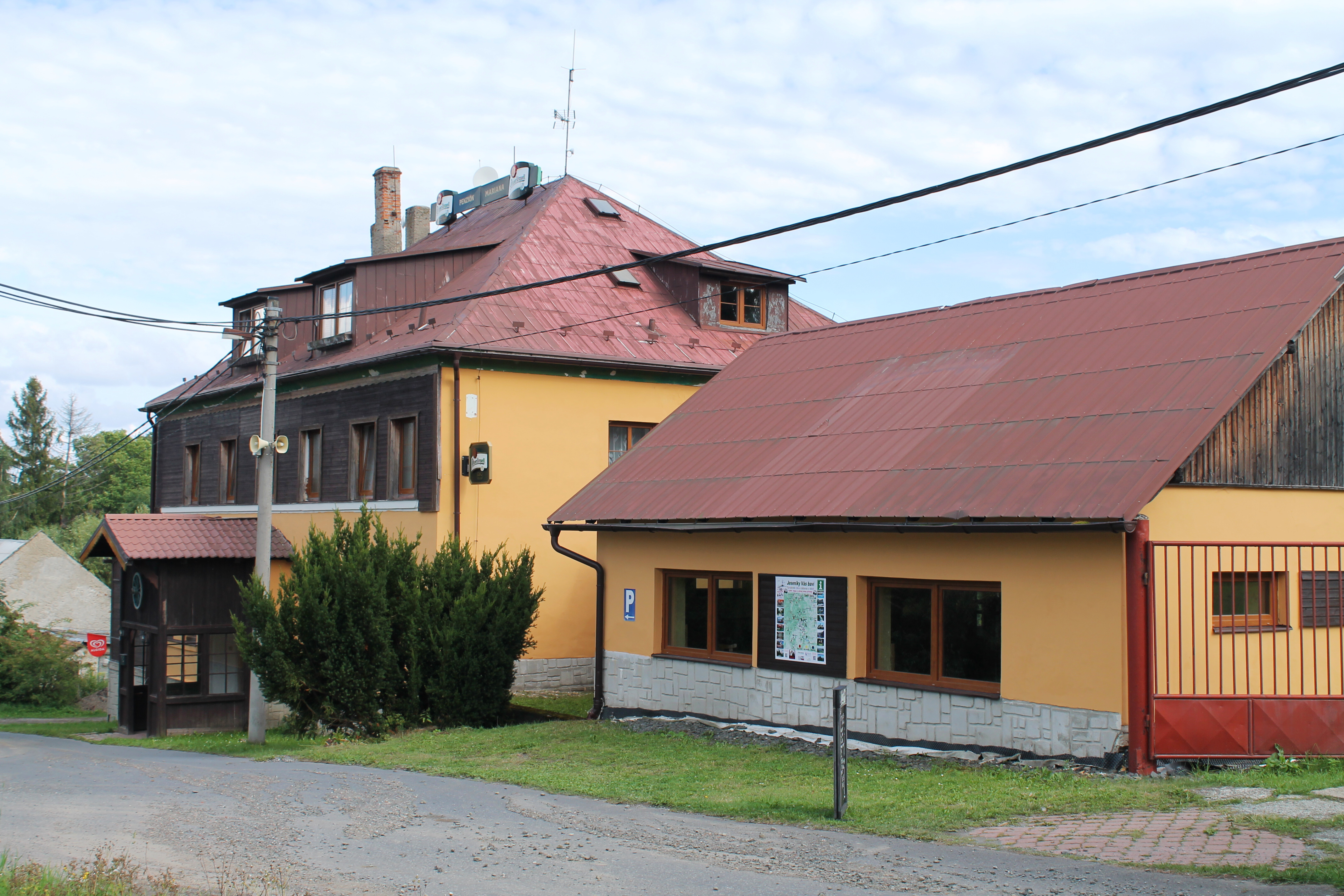
Pension Mariana

Nová Rudná,  bis 1947 Nový Vogelzejf, (deutsch Neu Vogelseifen) ist ein Ortsteil der Gemeinde Rudná pod Pradědem (Vogelseifen) in Tschechien. Er liegt elf Kilometer nordwestlich von Bruntál (Freudenthal) und gehört zum Okres Bruntál. 

## Geographie
Der als Straßendorf angelegte Ort erstreckt sich im Niederen Gesenke (Nízký Jeseník) in Ost-West-Richtung vom oberen Tal des Baches Rudný potok über einen Sattel bis ins Tal eines linken Zuflusses zur Moravice (Mohra). Nördlich erheben sich der Rudný vrch (782 m. n.m.) und die Strážiště (Hutstein, 738 m n.m.),  im Südosten der Na kopci (721 m n.m.), südlich der Seifenberg (792 m n.m.) und die Čertova hora (Teufelsberg, 825 m n.m.), westlich der Solný vrch (Salzberg, 819 m n.m.) und der Nad Rychtou (762 m n.m.) sowie im Nordwesten der Skalisko (Trampusfels, 797 m n.m.). Durch den Ort führt die Staatsstraße II/450 zwischen Bruntál und Malá Morávka (Klein Mohrau). Westlich und nördlich verläuft die Bahnstrecke Bruntál–Malá Morávka, an der sich 700 m außerhalb des Dorfes am Bahnübergang der Staatsstraße die Bahnstation Rudná pod Pradědem zastávka befindet. Der nördlich der Bahnstrecke gelegene Teil der Gemarkung mit dem Naturdenkmal Morgenland gehört zum Landschaftsschutzgebiet Jeseníky. 
Nachbarorte sind Podlesí (Wiedergrün) im Norden, Stará Voda (Altwasser) und Světlá (Lichtewerden) im Nordwesten, Stará Rudná (Alt Vogelseifen) im Westen, Staré Město (Altstadt), Bruntál, Slezský Kočov (Schlesisch Kotzendorf) und Moravský Kočov (Mährisch Kotzendorf) im Südwesten, Horní Václavov (Ober Wildgrub) im Süden, Lesní Mlýn (Buschmühle) im Südwesten, Malá Morávka im Westen sowie die Wüstung Ranná (Morgenland) im Nordwesten. 

## Geschichte
Seit der zweiten Hälfte des 13. Jahrhunderts ist in der Gegend zwischen (Alt) Vogelseifen und Wiedergrün Bergbau nachweislich. Dieser konzentrierte sich anfänglich auf den Silberberg (Stříbrný kopec) und die Goldseifen im Oland; später wurden auch auf der Gemarkung von Nová Rudná am Rudný vrch Erzgänge entdeckt. Um 1400 hatte der Bergbau seine Blütezeit erreicht und verlor danach immer mehr an Bedeutung. Die Fluren von Nová Rudná  waren zu dieser Zeit noch unbesiedelt.
Nach 1562 entstand im Tal oberhalb von (Alt) Vogelseifen ein weiteres Dorf; urkundlich nachweisbar ist es erstmals 1592 unter dem Namen Newfogelseiffen. Im Gegensatz zum Waldhufendorf (Alt) Vogelseifen bestand Neu Vogelseifen nur aus wenigen Dreiseithöfen, die im Niederdorf beidseitig des Dorfbaches lagen. Wegen der Beteiligung des Johann von Würben und Freudenthal am Böhmischen Ständeaufstand von 1618 wurde die Herrschaft Freudenthal nach der Schlacht am Weißen Berg konfisziert und an den Deutschen Orden verkauft. Dieser begann 1625 mit der Rekatholisierung des der Gegend. Seit 1638 wurden in Alt Vogelseifen Kirchenbücher geführt. Im 18. und 19. Jahrhundert wurde um den Rudný vrch in mehreren kleinen Gruben Eisenerz abgebaut.
Im Jahre 1835 bestand das mit Alt Vogelseifen zusammenhängende Dorf Neu Vogelseifen aus 62 zerstreut liegenden, mitunter steinernen, kleinen Häusern mit 452 katholischen und deutschsprachigen Einwohnern, die von der Landwirtschaft, der Viehzucht und dem Bergbau lebten. Im Ort gab es 35 Großgärtner mit 12–20 Scheffel Ackerland und Wiesen, einen Erbrichter mit 160 Scheffelsaat, mehrere Häusler, eine Trivialschule und eine baufällige Kapelle. Pfarrort war Alt Vogelseifen. In den Bergen befanden sich Pingen mit silberhaltigem Blei, Magneteisenstein und Blende. Die Nutzfläche umfasste 701 Joch Ackerland, 113 Joch Wiesenland und 69 Joch Hutweiden. Bis zur Mitte des 19. Jahrhunderts blieb Neu Vogelseifen  der Minderherrschaft Freudenthal untertänig.
Nach der Aufhebung der Patrimonialherrschaften bildete Neu-Vogelseifen ab 1849 eine Gemeinde im Gerichtsbezirk Freudenthal. Ab 1869 gehörte Neu-Vogelseifen zum Bezirk Freudenthal. Zu dieser Zeit hatte das Dorf 366 Einwohner und bestand aus 64 Häusern. Der tschechische Name Nový Vogelzejf ist seit 1883 nachweislich.  Im Jahre 1900 lebten in Neu Vogelseifen 314 Personen, 1910 waren es 320. Nach dem Zusammenbruch der k.k. Monarchie wurde die Gemeinde 1918 Teil der neu gebildeten Tschechoslowakei. Beim Zensus von 1921 lebten in den 60 Häusern der Gemeinde Neu-Vogelseifen / Nový Vogelzejf 302 Deutsche. Im Jahre 1930 bestand die Gemeinde Neu Vogelseifen aus 61 Häusern und hatte 289 Einwohner; 1939 waren es 268. Nach dem Münchner Abkommen wurde die Gemeinde 1938 dem Deutschen Reich zugesprochen und gehörte bis 1945 zum Landkreis Freudenthal. Nach dem Ende des Zweiten Weltkrieges wurde Nový Vogelzejf wieder Teil der Tschechoslowakei. Die deutschsprachige Bevölkerung wurde bis 1946 größtenteils vertrieben und der Ort nur schwach mit Tschechen neu besiedelt. 1947 erfolgte die Umbenennung von Nový Vogelzejf in Nová Rudná. Zum 1. Januar 1950 wurde Nová Rudná mit Stará Rudná zu einer Gemeinde Rudná pod Pradědem zusammengeschlossen. Im Jahre 1950 lebten in den 33 Wohnhäusern des Dorfes nur noch 112 Personen. Mehrere Häuser blieben unbewohnt und wurden später abgerissen. Im Jahre 1970 hatte Nová Rudná 47 Einwohner. Am 1. Januar 1980 wurde die Gemeinde Rudná pod Pradědem aufgelöst und ihre Ortsteile nach Světlá Hora eingemeindet. Nach der Samtenen Revolution 1989 lösten sich Stará Rudná und Nová Rudná zum 24. November 1990 wieder von Světlá Hora los und bildeten die Gemeinde Rudná pod Pradědem. Im Jahre 1991 hatte Nová Rudná 25 Einwohner und bestand aus sechs Wohnhäusern. Seit dem 18. März 1997 wird Nová Rudná als Ortsteil der Gemeinde Rudná pod Pradědem geführt. Beim Zensus von 2011 lebten in den 19 Häusern von Nová Rudná 14 Personen.

## Gemeindegliederung
Der Ortsteil Nová Rudná bildet einen Katastralbezirk.

## Sehenswürdigkeiten
- Gezimmerte Kapelle mit Schindeldach, die in der zweiten Hälfte des 20. Jahrhunderts verwahrloste Kapelle wurde in den 2000er Jahren instand gesetzt.[6]
- Hölzernes Wegkreuz, neben der Chaluppe Nr. 33 auf einem Wiesengrundstück zwischen zwei hohen Eschen
- Baumdenkmal Lípa v Nové Rudné, die 23 m hohe geschützte Sommerlinde mit einem Stammumfang von 4,54 m steht gegenüber dem Haus Nr. 22 am westlichen Ortsrand
- Ehemaliges Bergbaugebiet am Rudný vrch und angrenzenden Hügeln zwischen Nová Rudná und Podlesí mit Pingen und Resten ehemaliger Gruben, in denen im 18. und 19. Jahrhundert vor allem Eisenerz gefördert wurde.
- Franz-Stolln am Nordwesthang des Rudný vrch, das zwischen zerklüfteten Felsen befindliche ungemauerte Mundloch ist vergattert und nicht öffentlich zugänglich.

## Schutzgebiete
- Naturdenkmal Morgenland